# Přísečnická hornatina
Přísečnická hornatina je geomorfologický okrsek na střední části Krušných hor v okrese Chomutov.

## Poloha a sídla
Přísečnická hornatina se nachází ve střední části Krušných hor. Její severní hranice je administrativně stanovena hranicí s Německem. Nejsevernější bod se nachází u zaniklé vesnice Pohraniční, odkud hranice vede směrem k samotě Nový Dům, a za ním ji přibližně tvoří tok Bíliny, která nedaleko odtud pramení. Od Mezihoří se hranice stáčí na jih k Blatnu a dále k vodní nádrži Kamenička, bývalému Třetímu Mlýnu v Bezručově údolí a Domině. Od ní směrem k jihozápadu hranici vymezuje pás sídel Lideň, Vysoká Jedle, Louchov, Domašín, Horní Halže. Za Horní Halží pokračuje k severozápadu okolo Kovářské k Českým Hamrům. Dalšími významnějšími sídly jsou zejména Vejprty a podstatně menší Měděnec, Výsluní a Hora Svatého Šebestiána.

## Geologie
Z hornin převažují starohorní až prvohorní svory, pararuly a ortoruly krušnohorského krystalinka. Až patnáct metrů vysoké výchozy ortoruly lze pozorovat v přírodní památce Sfingy. Místy se nachází vložky granitového porfyru, amfibolitu a skarnu a ojedinělé proniky třetihorních vulkanických hornin.

## Geomorfologie

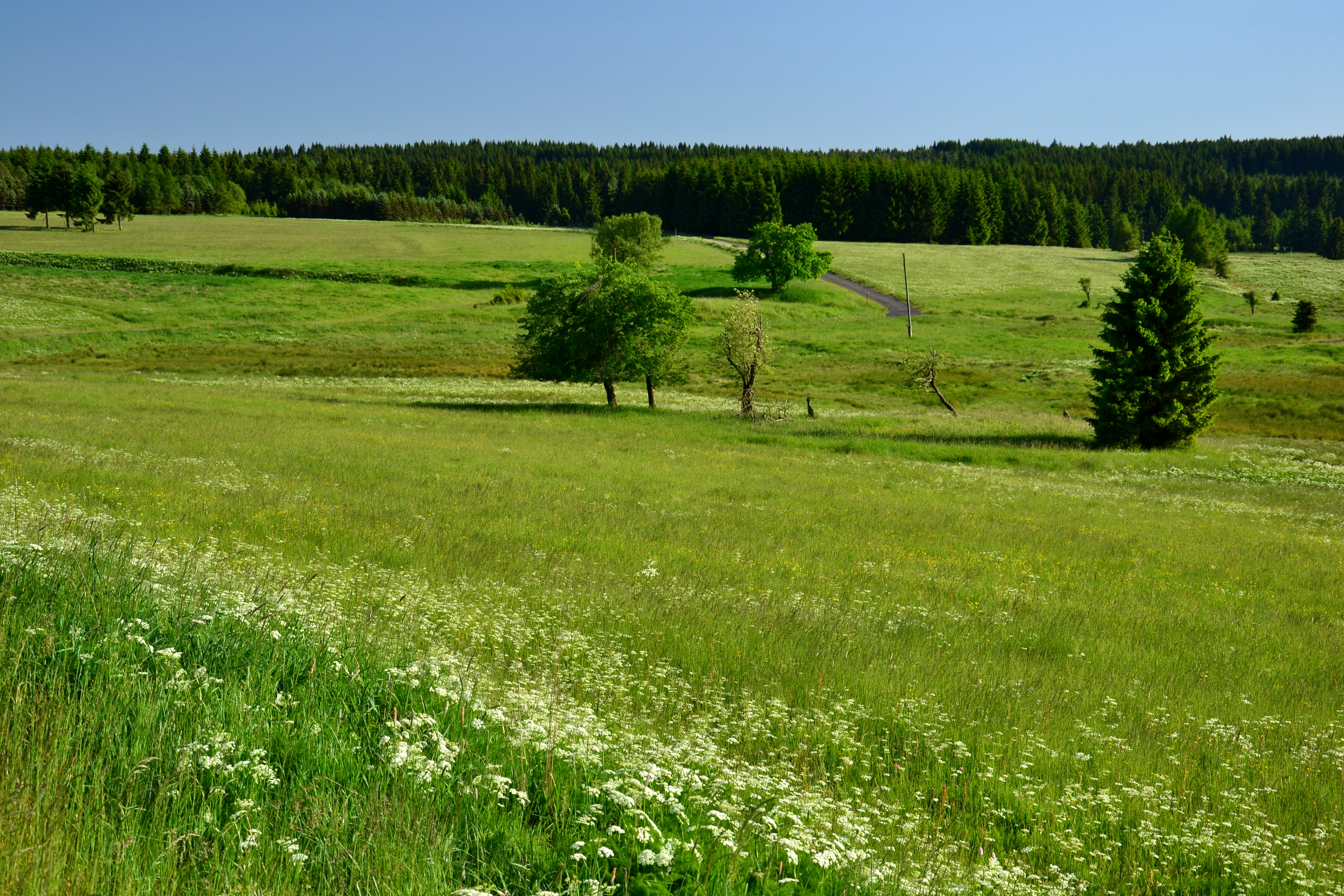
Louky u zaniklé vesnice Jilmová

Hornatina se nachází v západní části podcelku Loučenská hornatina a převyšuje sousední Bolebořskou vrchovinu asi o 200 metrů. Ve vrcholové části se přímo pod Jelení horou nachází rozsáhlá denudační sníženina s vodní nádrží Přísečnicí. V geomorfologickém členění má okrsek označení IIIA-2B-1. Sousedí s geomorfologickými okrsky Jáchymovskou hornatinou na západě, Rudolickou hornatinou na východě a Bolebořskou vrchovinou na jihovýchodě.

### Významné vrcholy
Nejvyšším vrcholem Přísečnické hornatiny je Jelení hora (993 m n. m.) východně od vodní nádrže Přísečnice. Další významné vrcholy jsou
- Velký Špičák (965 m),
- Komáří vrch (906 m),
- Mědník (910 m),
- Novoveský vrch (885 m),
- Přísečnická hora (854 m),
- Menhartický vrch (849 m),
- Poustevna (826 m),
- Klenovec (757 m),
- Volyňský vrch (727 m).

## Hydrosféra

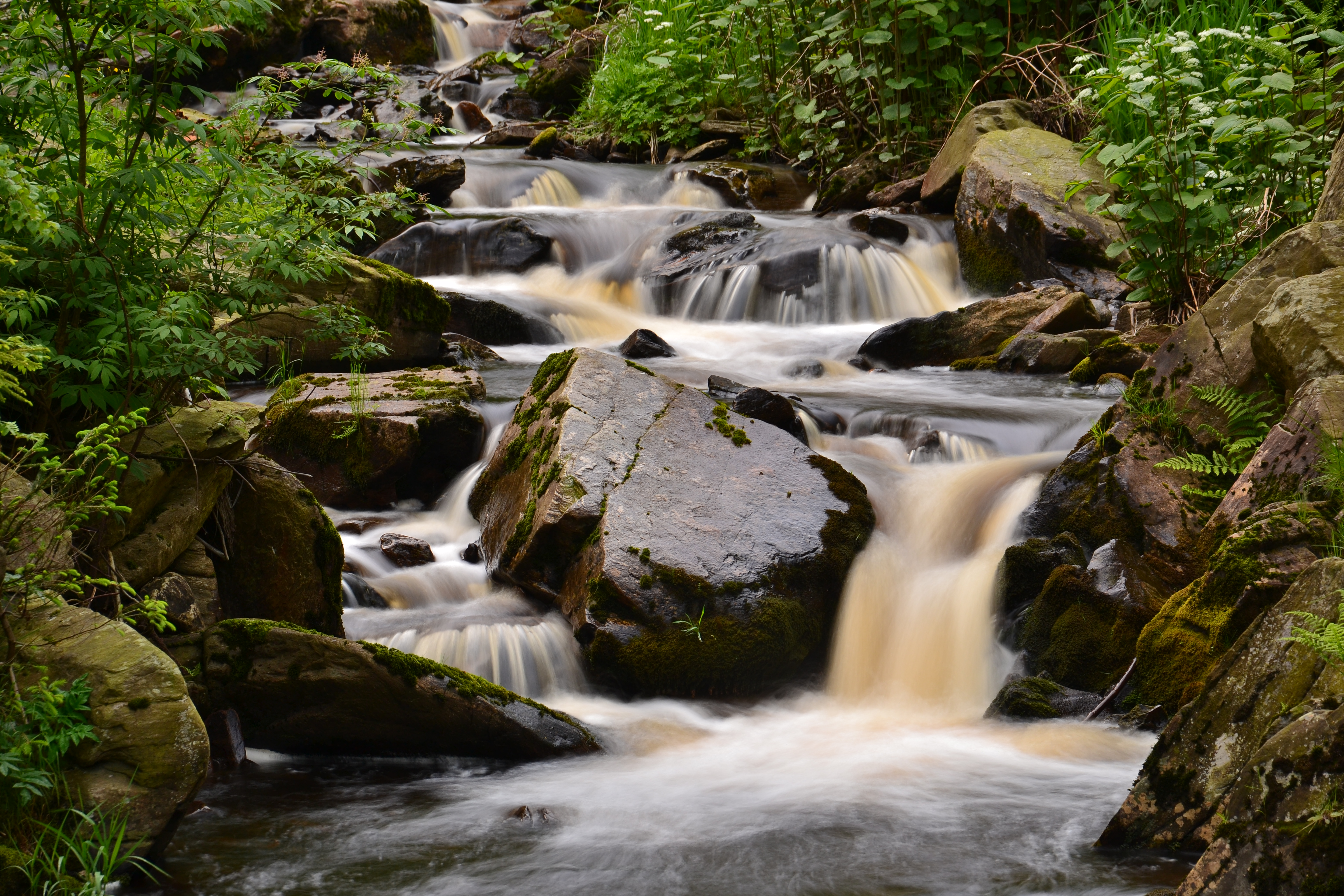
Prunéřovský potok

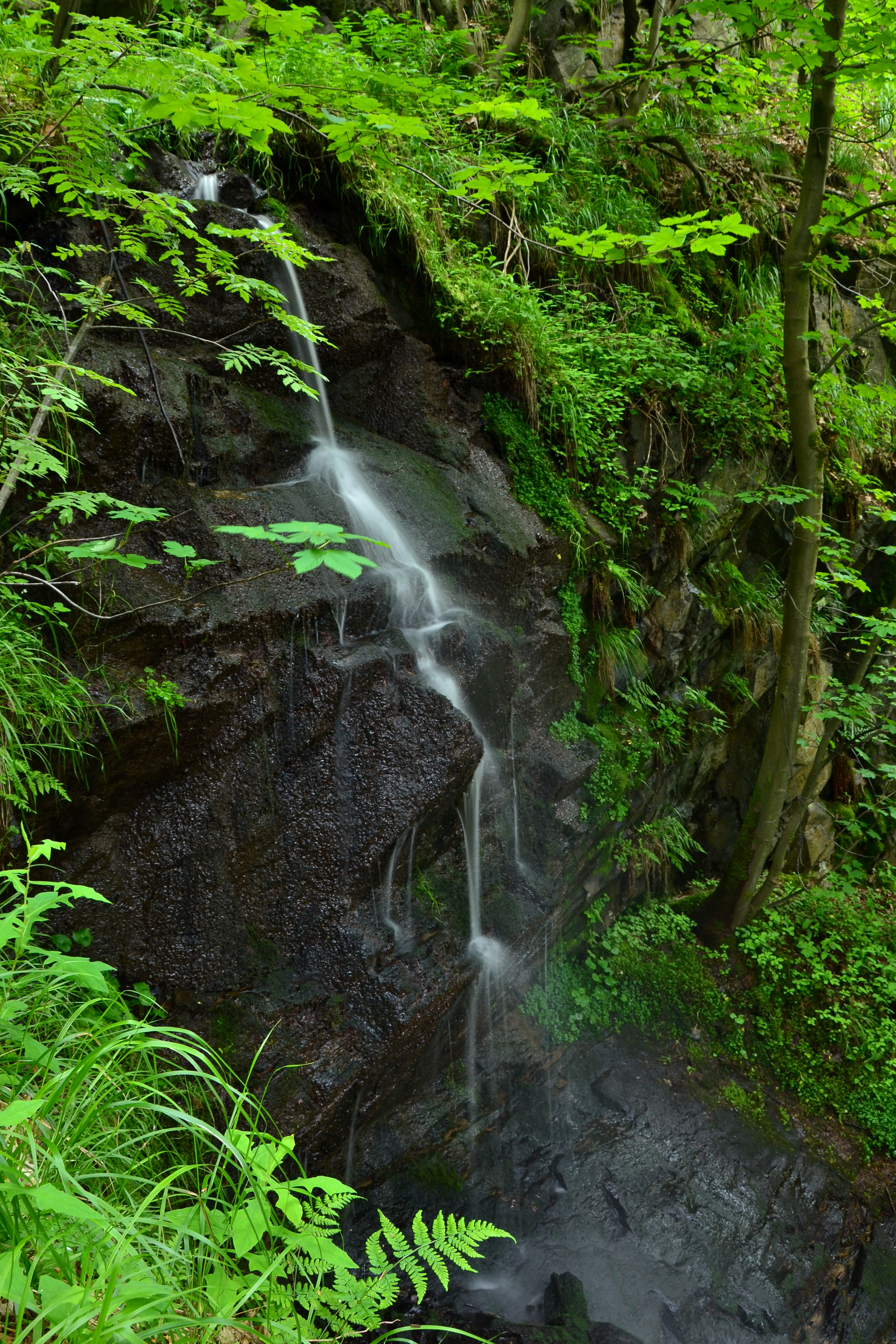
Kýšovický vodopád

Oblast je odvodňována zejména do povodí Ohře krátkými prudkými potoky, které protékají hluboce zaříznutá údolí. Místy se na nich vyskytují vodopády. Největší z vodních toků jsou Chomutovka a Prunéřovský potok. Vodu ze severní části odvádějí Černá voda a Přísečnice a hraniční toky jako Polava a Černá do německé řeky Zchopau. Voda z nejvýchodnější části odtéká do řeky Bíliny. Na přítocích Chomutovky byly vybudovány vodní nádrže Křimov a Kamenička, ale největší vodní plochou je vodní nádrž Přísečnice.

## Ochrana přírody
V oblasti Přísečnické hornatiny se nachází několik maloplošných zvláště chráněných území a dva přírodní parky:
- národní přírodní rezervace Novodomské rašeliniště
- přírodní rezervace Na loučkách
- přírodní rezervace Buky nad Kameničkou
- přírodní rezervace Prameniště Chomutovky
- přírodní památka Lokalita břízy ojcovské u Volyně
- přírodní památka Sfingy
- přírodní památka Na loučkách II
- přírodní památka Podmilesy
- přírodní památka Bezručovo údolí
- přírodní park Údolí Prunéřovského potoka
- přírodní park Bezručovo údolí